# 華景山莊

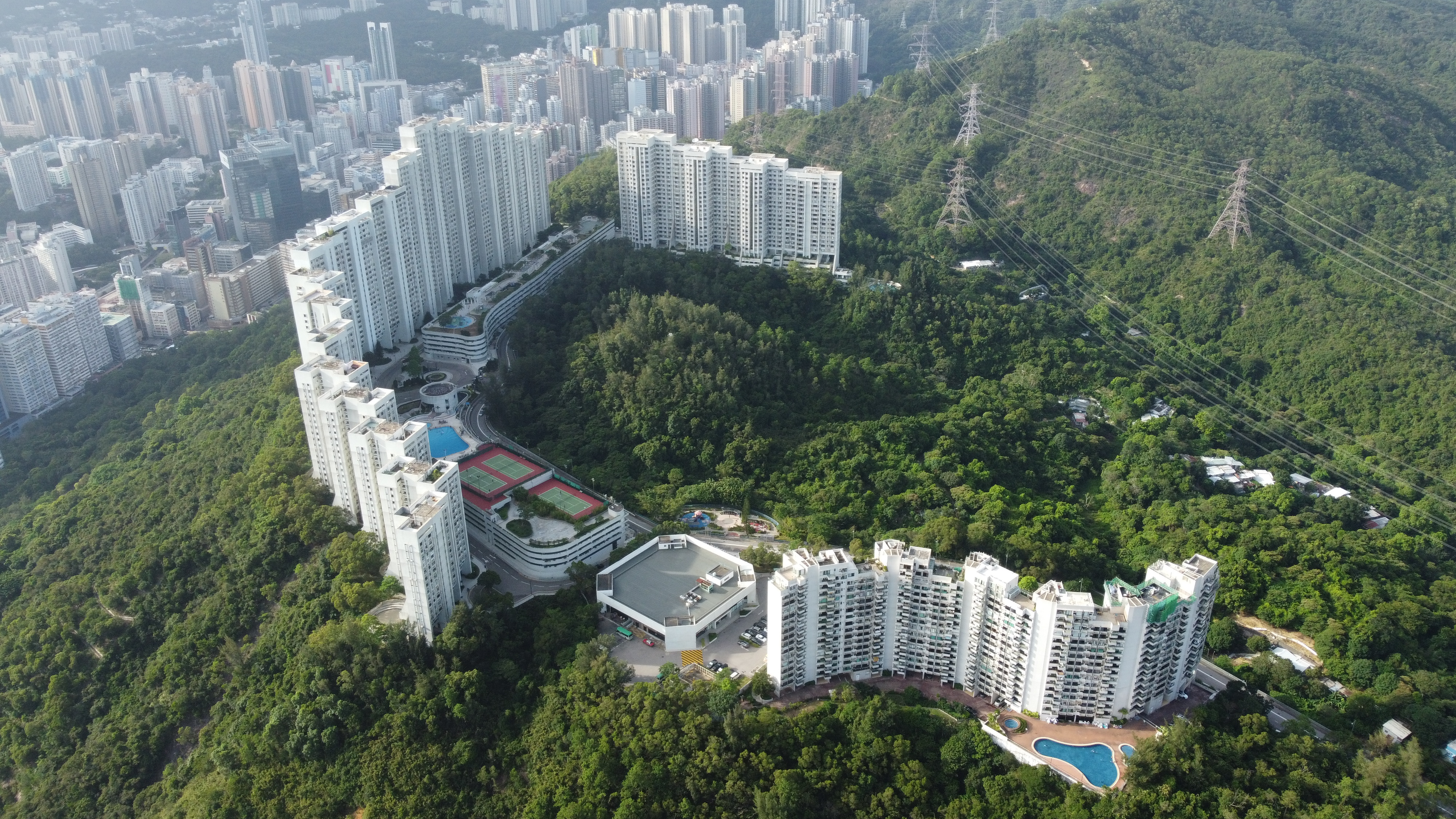
航拍角度的華景山莊（左）及海峰花園

華景山莊（英語：Wonderland Villas），為新界西區大型私人屋苑之一，是香港政府於1980年開發大窩山其中一項發展項目之一（其餘則為華員邨，海峰花園及迦密愛禮信中學），由恒基兆業與新鴻基地產合作發展，並由美國著名建築師約翰·波特曼（John Portman）擔任設計建築師及劉榮廣伍振民建築師事務所擔任項目建築師。
華景山莊共設22座，1,502多個住宅單位，面積由434平方呎至2,000餘平方呎不等，實用面積更達80%。華景山莊用地在1979年8月推出，只供持換地權益書的地產商投標，其後於1984-89年間建成。第1A至17座較先建成，最後第21座則於1989年入伙。

## 位置
華景山莊位於香港新界西葵涌華景山路9號的私人屋苑。屋苑佔地70多萬平方呎，高踞葵涌大窩山頂，鄰近長坑村、金山郊野公園及九龍水塘。由於建在高山上，所有單位（1－4樓低層除外）可以望到由鯉魚門、觀塘至西環的海景或沙田城門河、吐露港至八仙嶺一帶的景色，另一面則能望到青衣荃灣景色，甚至能遠眺青馬大橋。

## 設施

### 購物

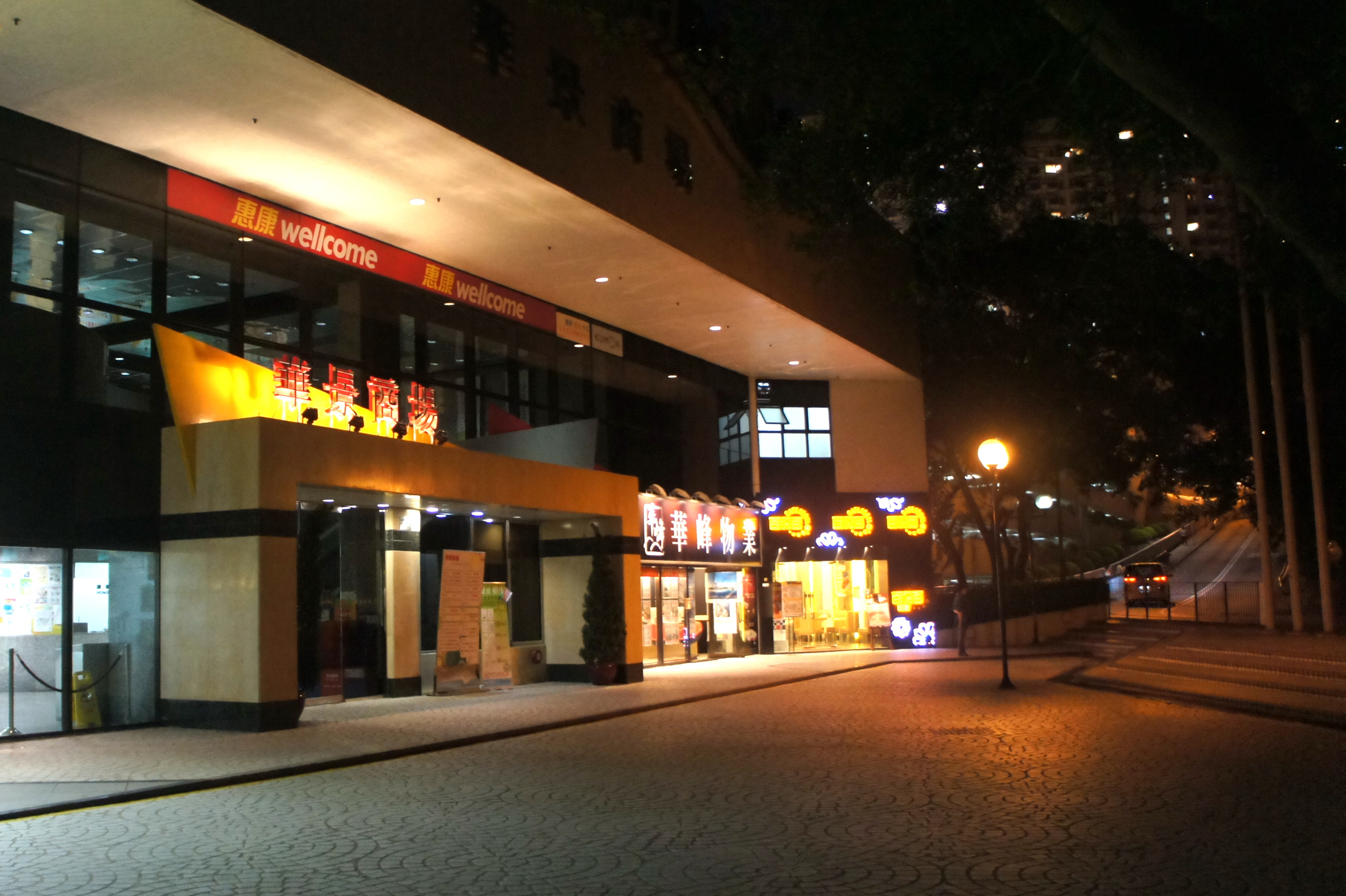
華景商場

住客可以步行到華景商場購物，內設有惠康超級市場、百份百餐廳、幼稚園、美容中心、洗衣店、文具精品、物業代理、工程五金等等，能應付一般生活需要。其他較接近的商場處於荔景至葵涌一帶，需乘車前往，例如港鐵荔景站旁居屋小型商場及公屋街市；大型商場則有港鐵葵芳站旁的新都會廣場。

### 住客會所

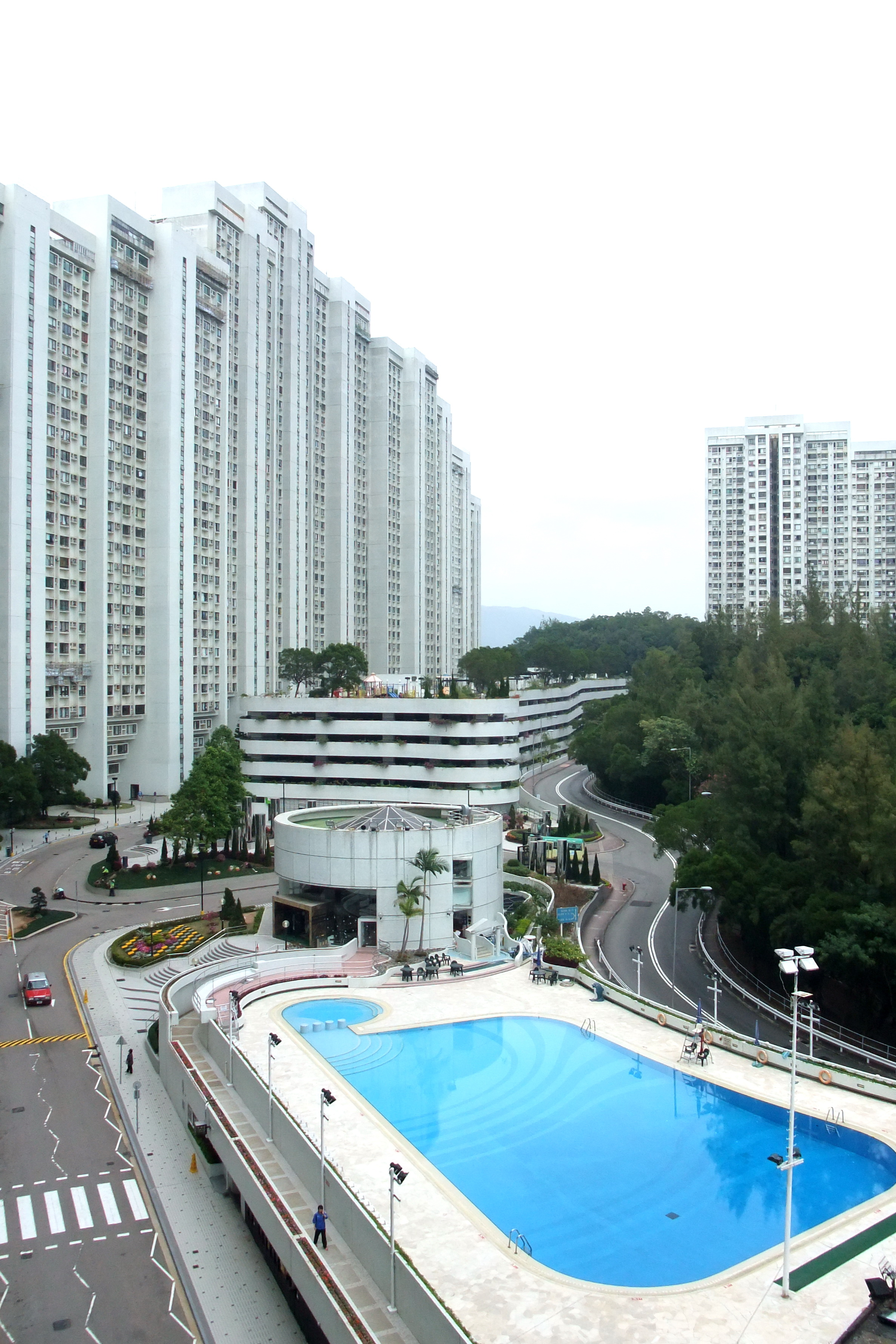
華景山莊住客會所的戶外游泳池

分為南會所和東會所，南會所的面積較大，進場人士需持有有效住客證；設施共有：
- 大型游泳池
- 桑拿室
- 網球場
- 壁球場
- 乒乓球室
- 兒童遊樂室
- 自修室
- 健身室
- 大型戶外遊樂場
- 平台花園
- 會議室
- 羽毛球室
- 男女更衣室

### 停車場
分為東停車場，北停車場和南停車場，共2,200多個車位，在停車場內之車輛必須持有效泊車證，否則須繳交泊車費，現由威信停車場管理。

## 特色

### 屋苑賣點
- 華景山莊是當時香港極少數能全飽覽整個維多利亞港及鯉魚門的屋苑，而且更接近能飽覽整個新界西區景色，以及近乎整條沙田城門河。
- 華景山莊環境清幽，與金山郊野公園連接，為早期屋苑賣點之一。
- 屋苑園林佔地16,000平方米，品種超過200種。

### 住戶
- 華景山莊曾經為香港名盤屋苑之一，吸引不少收入較高的人士入住，所以現時華景山莊的住戶多於為中產階級家庭或更高收入家庭入住。
- 由於華景山莊位處市郊地區，只需約十分鐘車程便能來往市區，而經城門隧道或尖山隧道及沙田嶺隧道即抵沙田和大埔；此外，該豪華住宅亦鄰近金山郊野公園，所以吸引不少移民及喜愛大自然的城市人入住。

### 推動環保
- 華景山莊近年致力投入環保工作，自2012年起舉辦「綠家園廚餘計劃」，內容包括有機種植講座、參觀、有機堆肥種植、回收獎勵計劃等，並定期舉辦有機種植分享會，並到九龍灣資源回收中心、廚餘回收場、有機堆肥菜園等地方進行參觀考察。屋苑亦利用廚餘機，推廣有機堆肥種植，聘請兼職農夫(綠田園)管理，當中共超過130戶參與，種植20多款有機農產品。此外，屋苑亦舉辦暑期學生教育活動，透過綠化種植工作坊、環保酵素製作、有機耕種及回收中心考察團、手工藝班等，培養年青人珍惜資源、減少廚餘的環保意識。
- 華景山莊利用廚餘機生產堆肥，每日把廚餘變成堆肥，成為土壤添加劑。而屋苑會發掘屋苑內的閒置空間，改劃為社會園圃，成為居民樂融雅聚的場所。社區園圃深受居民喜愛，為居民帶來景致優美的園圃設計。不但成功向公眾推廣惜物減廢和減輕堆填區壓力的訊息，亦有助推廣「田園城市」的概念。

### 爭議
- 路政署於2002年重鋪華景山路，有市民質疑浪費公帑。路政署當時表示，過去一年確有不同公共設施機構，於華景山路進行工程，有關工程均是因需要更新或維修地底公共設施而安排的。由於華景山路是通往華景山莊及海峰花園的單一道路，所以任何道路工程或多或少會對該處居民帶來不便。華景山路於1980年代由私人發展商修築，並於八九年中交回政府負責維修，而行人路經十數年使用及反覆挖掘，已有一定程度磨損，需進行大規模維修，是項重鋪行人路工程是該署從私人機構接收維修責任以來的第一次。而考慮到資源問題，重鋪範圍只局限於部份地點，路面物料改用路磚代替原來的混凝土路面，以達環保效果，故並非浪費公帑。 [3]
- 華景山莊第1至17座為完全相連的屏風樓式建築，其外觀被認為與牌位相似。

| 從華景山莊飽覽整個維多利亞港及鯉魚門的全景圖 |

## 獎項及嘉許
- 華景山莊曾獲多個獎項，其中包括：
  - 於過去多年榮獲「環保企業獎」、「明智減廢金獎」等，亦奪取超過30個「三環奪保回收比賽」之獎項。
  - 於1999年獲由環境保護運動委員會和地鐵公司（現稱港鐵）所舉辦的「綠色屋苑」計劃，為香港唯一屋苑獲「五星級綠色屋苑」大獎。
  - 於2002年獲葵青區清潔香港地區委員會及葵青區議會關注私人樓宇工作小組舉辦最清潔私人大廈/屋苑及公共屋邨比賽私人大廈/屋苑組優異獎。
  - 於2004年獲2003香港環保企業獎最佳環保報告優異獎及環保物業管理優異獎（私營房屋）。
  - 於2004年獲香港康樂及文化事務署頒發「私人物業最佳園林大獎」優異獎(高密度住宅綠化效果組別)。[4]
  - 於2005年獲葵青區議會葵青大廈管理推廣委員會舉辦2005葵青優質大廈管理比賽傑出獎。
  - 於2006年獲香港綠色建築議會與環保建築專業議會合辦環保建築大獎現有建築類別優異獎[5]
  - 於2012年獲職業安全健康局頒發香港安健屋邨傑出安健屋邨証書（2012-2017年度）[6]

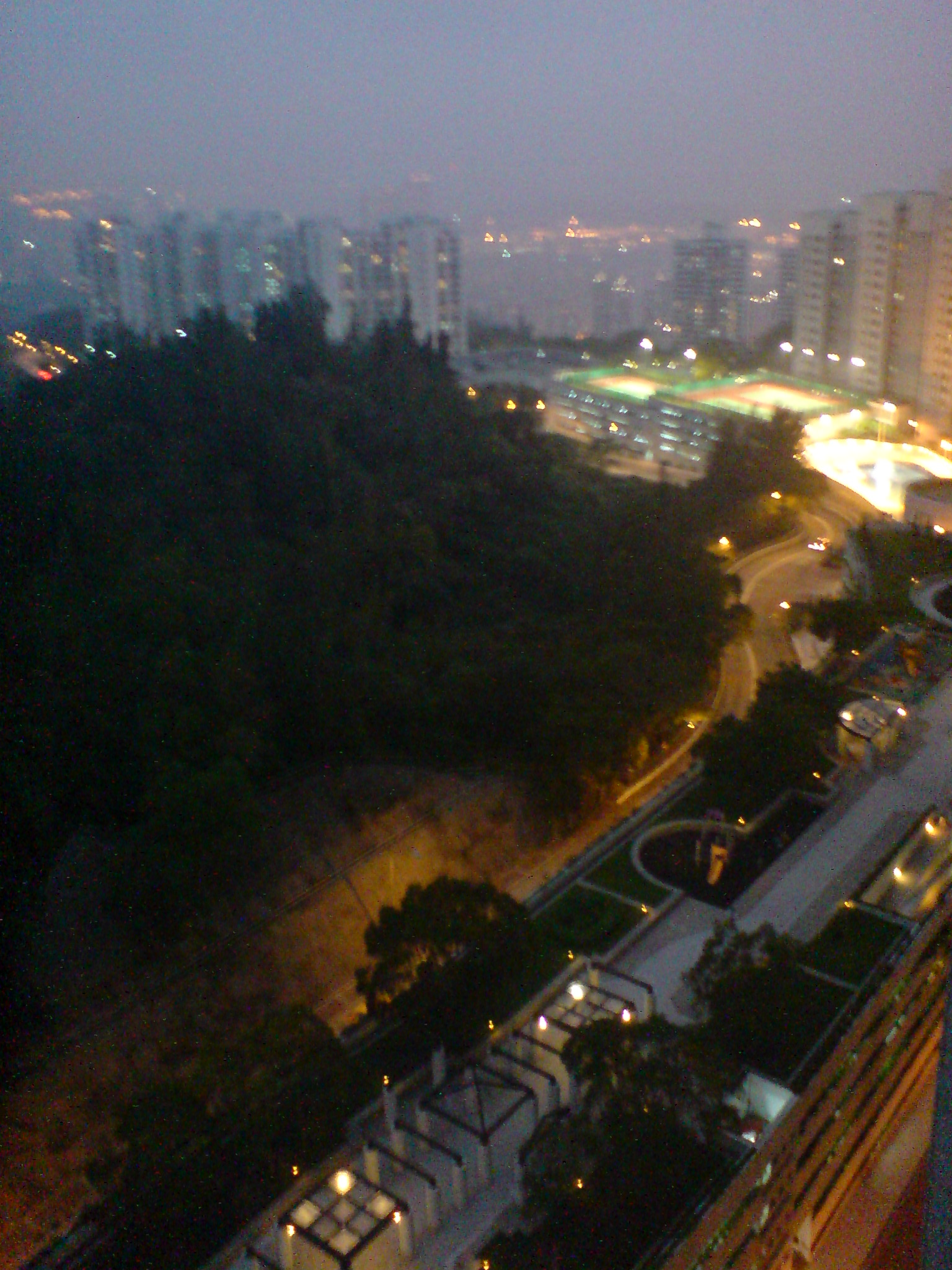
華景山莊設施夜景（前起：平台花園，游泳池，網球場）

  - 於2013年獲香港環境卓越大獎界別卓越獎。[7]
  - 於2014年獲香港環境卓越大獎優異獎。[8]
  - 於2014年獲中電「環保節能機構」嘉許計劃2014優異證書。
  - 於2015年獲香港環境卓越大獎優異獎。[9]
  - 於2016年獲康樂及文化事務署主辦最佳園林大獎的優異獎及環保效益獎。[10]
  - 於2016年獲香港環境卓越大獎優異獎。[11]
  - 於2016年獲中銀香港企業環保領先大獎環保優秀企業(EcoChallenger)。
  - 於2016年獲環境局頒發戶外燈光約章金獎
  - 於2017新界南總區防止罪案辦公室舉辦2016-2017年度新界南總區最佳保安服務選舉，兩名保安員獲優秀保安員。
  - 於2017年獲香港環境卓越大獎優異獎。[12]
  - 於2017年獲職業安全健康局頒發香港安健屋邨傑出安健屋邨証書（2017-2020年度）[6]
  - 於2017年獲環境局頒發戶外燈光約章鉑金獎[13]
  - 於2018年獲康樂及文化事務署主辦最佳園林大獎的優異獎及環保效益獎。[14]
  - 於2018年獲香港環境卓越大獎優異獎。
  - 於2018新界南總區防止罪案辦公室舉辦2017-2018年度新界南總區最佳保安服務選舉，3名保安員獲優秀保安員。
  - 連續多年獲惜食傳承獎鑽石級[15]
- 華景山莊獲多項品質認証，包括：
  - ISO 9001:2015 最新國際認可品質標準證書
  - ISO 10002:2014 投訴管理系統認証
  - ISO 14001:2015 環境管理系統証書
  - OHSAS 18001:2007 職業安全健康管理系統證書
  - 香港Q嘜優質服務准用證
  - 香港Q嘜環保管理准用證
  - 職業安全健康局頒發香港安健屋邨傑出安健屋邨証書
  - 環境運動委員會頒發香港綠色機構

## 屋苑資料
- 地址：葵涌華景山路9號
- 住宅座數：22座
- 單位總數：1,502個
- 呎數：由434平方呎至2,214平方呎不等
- 車位總數：約2,200 多個住客車位及時租訪客車位
- 實用面積比例：達80%
- 物業管理公司：康業服務有限公司
- 提供升降機的廠商：通力

## 校網
- 小一入學統籌辦法學校網編號65[16]
- 新界第一網（葵青區）[17]

## 所屬選區
華景山莊在立法會地區直選當中，屬於新界西（LC4）選區範圍之內，地方行政則為葵青區。與鄰近的華員邨、海峰花園、麗瑤邨、翠瑤苑以及嘉翠園組成葵青區議會下轄的華麗選區。由民主黨中央常務委員會委員兼司庫、葵青區議會前主席、前香港島選區立法會議員單仲偕擔任當區前任區議員。

### 歷屆議員
| 選區名稱 | 屆別                  | 議員               | 政治聯繫           | 政治聯繫           | 議員           | 政治聯繫       | 政治聯繫       |
| -------- | --------------------- | ------------------ | ------------------ | ------------------ | -------------- | -------------- | -------------- |
| 葵涌南   | 1982年－1985年        | 當時定為單議席選區 | 當時定為單議席選區 | 當時定為單議席選區 | 周森           |                | 革新會         |
| 葵涌南   | 1985年－1988年        | 黃耀聰             |                    | 公屋評議會         | 周森           |                | 革新會         |
| 葵涌南   | 1988年－1991年        | 黃耀聰             |                    | 民協               | 周奕希         |                | 民協           |
| 葵涌南   | 1991年－1994年        | 黃耀聰             |                    | 港同盟             | 定為單議席選區 | 定為單議席選區 | 定為單議席選區 |
| 麗華     | 1994年－1995年        | 黃耀聰             |                    | 民主黨             | 定為單議席選區 | 定為單議席選區 | 定為單議席選區 |
| 麗華     | 1995年4月3日－1999年  | 黃耀聰             |                    | 民主黨             | 定為單議席選區 | 定為單議席選區 | 定為單議席選區 |
| 麗瑤     | 2000年－2003年        | 黃耀聰             |                    | 無黨籍             | 定為單議席選區 | 定為單議席選區 | 定為單議席選區 |
| 麗瑤     | 2004年－2007年        | 黃耀聰             |                    | 無黨籍             | 定為單議席選區 | 定為單議席選區 | 定為單議席選區 |
| 華麗     | 2008年－2011年        | 黃耀聰             |                    | 無黨籍             | 定為單議席選區 | 定為單議席選區 | 定為單議席選區 |
| 華麗     | 2012年－2015年        | 黃耀聰             |                    | 經民聯             | 定為單議席選區 | 定為單議席選區 | 定為單議席選區 |
| 華麗     | 2016年－2019年        | 黃耀聰             |                    | 經民聯             | 定為單議席選區 | 定為單議席選區 | 定為單議席選區 |
| 華麗     | 2020年－2021年5月27日 | 單仲偕             |                    | 民主黨             | 定為單議席選區 | 定為單議席選區 | 定為單議席選區 |
| 華麗     | 2021年5月28日－2023年 | 待補選             | 待補選             | 待補選             | 定為單議席選區 | 定為單議席選區 | 定為單議席選區 |
| 葵涌東   | 2024年－2027年        | 郭芙蓉             |                    | 民建聯             | 周潔瑩         |                | 工聯會         |

## 著名住客
- 張永森：深水埗區議會前主席兼前議員，自由黨創黨成員
- 龐愛蘭：沙田區議會前議員，香港執業藥劑師協會前會長
- 單仲偕：葵青區議會前主席兼前議員，前香港立法會議員，民主黨司庫兼中常委、民主黨前副主席
- 杜汶澤：香港藝人（已遷出）
- 蕭正楠：香港藝人
- 張明偉：香港藝人、張永森之子
- 葉玉卿：香港藝人（已遷出）
- 張可頤：香港藝人（已遷出）

## 交通
由於華景山莊位置偏僻，公共交通只有3條小巴綫連接市區：包括到荔景,荃灣,荔枝角和長沙灣. 
或要搭乘小巴到迦密愛禮信中學(華員邨巴士站)，然後轉乘開往西九龍或藍田等方向的巴士（31B，35A，36B，42C）
駕駛則非常方便，落山只有1-2個交通燈位便能進入青山公路（往荃灣方向）、龍翔道（往觀塘方向）或西九龍走廊（往旺角尖沙咀方向)

## 資料來源與註釋
1. ↑   (PDF). 差餉物業估價署. 2020-10  [2020-11-15]. （原始内容存档 (PDF)于2021-01-08）.
2. ↑  . 華僑日報. 1979-08-11  [2024-05-24].
3. ↑  .   [2017-10-12]. （原始内容存档于2017-10-12）.
4. ↑  .   [2017-10-12]. （原始内容存档于2020-03-29）.
5. ↑   (PDF).   [2017-10-20]. （原始内容存档 (PDF)于2020-03-29）.
6. 1 2   (PDF).   [2017-11-15]. （原始内容存档 (PDF)于2020-03-29）.
7. ↑  .   [2017-11-04]. （原始内容存档于2019-10-30）.
8. ↑  .   [2017-11-04]. （原始内容存档于2019-11-02）.
9. ↑  .   [2017-11-04]. （原始内容存档于2019-12-03）.
10. ↑  .   [2017-10-12]. （原始内容存档于2020-03-29）.
11. ↑  .   [2017-10-12]. （原始内容存档于2019-11-13）.
12. ↑  .   [2018-05-30]. （原始内容存档于2019-11-11）.
13. ↑  .   [2018-07-18]. （原始内容存档于2020-12-12）.
14. ↑  .   [2018-07-18]. （原始内容存档于2020-03-29）.
15. ↑   (PDF).   [2018-05-30]. （原始内容存档 (PDF)于2020-11-30）.
16. ↑   (PDF).   [2017-10-20]. （原始内容存档 (PDF)于2020-03-29）.
17. ↑   (PDF).   [2017年10月20日]. （原始内容 (PDF)存档于2017年10月20日）.
18. ↑   (PDF).   [2015-11-20]. （原始内容存档 (PDF)于2018-11-23）.
19. ↑   (PDF).   [2015-11-20]. （原始内容存档 (PDF)于2018-01-24）.
20. ↑   (PDF).   [2019-12-20]. （原始内容存档 (PDF)于2019-02-04）.
21. ↑  葵青區建議區議會選區範圍人口 （页面存档备份，存于），選舉管理委員會，2019年

## 站外鏈結
22°21′13.896″N 114°8′7.6914″E / 22.35386000°N 114.135469833°E